# Little River (Kansas)
Little River è un comune degli Stati Uniti d'America, situato nello Stato del Kansas, nella contea di Rice.